# Charltona synaula
Charltona synaula là một loài bướm đêm trong họ Crambidae.